# Comitatul Florence, Wisconsin
Comitatul Florence este unul din cele 72 de comitate din statul Wisconsin din Statele Unite ale Americii. Sediul acestuia este localitatea Florence. Conform recensământului din anul 2000, numit Census 2000, populația sa a fost 39.858 de locuitori.

## Demografie
Evoluția demografică
| 1930  | 1970  | 1980  | 1990  | 2000  |
| ----- | ----- | ----- | ----- | ----- |
| 3.768 | 3.298 | 4.169 | 4.590 | 5.088 |

## Geografie
Potrivit Biroului Recensământului, comitatul are o suprafață totală de 1.288 km² dintre care 1.264 km² este uscat și 24 km² (1,90%) este apă.

### Comitate învecinate
- Comitatul Iron - nord
- Comitatul Dickinson - est
- Comitatul Marinette - sud-est
- Comitatul Forest - sud și vest

### Drumuri importante
| - U.S. Highway 2 - U.S. Highway 141 - Autostrada 70 (Wisconsin) - Autostrada 101 (Wisconsin) - Autostrada 139 (Wisconsin) |

### Orașe
Comitatul Florence este unul din cele două comitate din  statul Wisconsin, fără comunități încorporate, celălalt fiind comitatul Menominee.
- Aurora
- Commonwealth
- Fence
- Fern
- Florence
- Homestead
- Long Lake
- Tipler

### Comunități fără personalitate juridică
- Commonwealth
- Fence
- Florence
- Long Lake
- Spread Eagle
- Tipler

## Demografie
|  | Graficele sunt indisponibile din cauza unor probleme tehnice. Mai multe informații se găsesc la Phabricator și la wiki-ul MediaWiki. |

Date: Wikidata - grafică realizată de Wikipedia